# ألكساندرو بوغدان بيتشتي
ألكساندرو بوغدان بيتشتي، المعروف أيضًا باسم أيون دويكان أو أيون ديكان أو أل دونان (13 يونيو 1870 – 12 مايو 1922) كان شاعرًا رمزيًا وكاتبًا وناقدًا فنيًا وأدبيًا رومانيًا، وكان يُعرف أيضًا بكونه صحافيًا وداعيًا يساريًا. باعتباره مالك أراض ثري، استثمر ثروته في رعاية وجمع الفن، وأصبح أحد المروجين المحليين الرئيسيين للفن الحديث، وراعيًا للحركة الرمزية الرومانية. جنبًا إلى جنب مع الشخصيات الرمزية وما بعد الانطباعية الثقافية الأخرى، أسس بوغدان بيتشتي «صالون المستقلين»، الذي كان واحدًا من الجمعيات الرومانية الأولى المخصصة لتعزيز الفن الطليعي والفني المستقل. لوحظت صداقته أيضًا مع كُتّاب أمثال جوريس كارل هويسمان وألكيسندرو ماسيدونسكي وتودور أرغيزي وماتيو كاراغيالي وكذلك لرعايته الرسامين، من ضمن آخرين، أمثال ستيفن لوكيان وقسطنطين أرتكانيو ونيكولاي فيرمونت. بالإضافة إلى أنشطته الأدبية والسياسية، كان ألكساندرو بوغدان بيتشتي نفسه رسامًا وفنانًا تصويريًا.
كرّس بوغدان بيتشتي الجزء الأكبر من مسيرته السياسية المثيرة للجدل، التي افتتحها بدعمه للأناركية وللنشاط ودعم الثورة. كان لديه اهتمام بالتنجيم أيضًا، وحافظ على اتصالات وثيقة مع جوزيفين سار بيلادان، إذ كفل رحلته إلى بوخارست (1898). اعتُقل بوغدان بيتشتي من قِبل السلطات على فترات مختلفة، بما في ذلك اعتقاله بتهمة التحريض على العصيان خلال انتخابات عام 1899، وأُدين فيما بعد بتهمة ابتزاز المصرفي أريستيد بلانك. في وقت متأخر من حياته، ترأس صحيفة سيارا، وهي صحيفة ألمانوفيل (عشق وحب وتقدير لألمانيا)، بالإضافة إلى دائرة أدبية وسياسية معارضة لدخول رومانيا في الحرب العالمية الأولى بجانب قوات الحلفاء. اعتُقل للمرة الأخيرة عند نهاية الحرب، وأصبح بحلول ذلك الوقت هدفًا للكراهية العامة. ومنذ ذلك الحين، جذبت الألغاز والتناقضات المستمرة في مسيرة بوغدان بيتشتي اهتمام العديد من أجيال الفن والمؤرخين الأدبيين.

## سيرته الذاتية

### النشأة والأناركية
كان ألكساندرو بوغدان بيتشتي (يعود أصله إلى مدينة بيتيشت) ابنًا لمالك أراضي من أولت، ويعود أصله من جانب والده إلى أحد المهاجرين من إقليم إبيريس في يوانينا، الذي كان إما أرومانيًا أو ألبانيًا من الناحية الإثنية. أصبح والده زعيمًا محليًا لحزب المحافظين. كانت والدته بويارية، وبحسب جامع الفن وكاتب المذكرات كريكور زامباتشيان، فلربما تكون منحدرة من سلالة عشيرة بالوتيسكو البويارية. كان لبوغدان بيتشتي أخت أيضًا، تدعى إيلينا كونستانتسا بوغدان؛ يُقال إنها وأمها بقيتا على قيد الحياة بعد وفاته. باعتبارها واحدة من تصرفاته غريبة الأطوار، دعم بوغدان بيتشتي الإشاعة -التي لم تدم- القائلة أنه كان منحدرًا مباشرةً من سلالة أسرة حاكمة قديمة في فالاشيا، وهي أسرة الأمير باسراب.

### صالون المستقلين
بعد وضعه تحت المراقبة نتيجة مشاركته في السياسة الثورية بحلول عام 1894، طُرد ألكساندرو بوغدان بيتشتي في النهاية من فرنسا، على الرغم من تدخل هويسمان لصالحه. أُشيع أن وثيقة الترحيل عرّفته بأنه «تهديد للنظام العام». تقول إحدى الأساطير الحضرية أن بوغدان بيتشتي كان حاضراً في الإعدام العام لفيلانت، وانحنى ليقبّل جسد فايلانت المهترئ، الأمر الذي أثار اشمئزاز المؤسسة القضائية وأزعجها. يشير زامباتشيان إلى أن قرار ترحيل العميل الروماني المحرّض ]بوغدان بيتشتي[ لم يكن بدوافع سياسية. كتب أن بوغدان بيتشتي استنفد صبر السلطات الفرنسية من خلال الإتجار بالدراجات المسروقة.

### لتراتورول وبرونزس وإليانا
كان بوغدان بيتشتي آنذاك مصدر إلهام للحركة الرمزية الرومانية اليانعة. في الواقع، كان أول خبير روماني متخصص في أعمال المشاهير الرمزيين أمثال أودليون ريدون وغوستاف مورو و(المفضل لديه) ألكسندرو سيون. سرعان ما أصبح مساهمًا في مجلة لتراتورول، وهي مجلة رمزية، وكان صديقًا مقربًا لمؤسسها، ألكساندرو ماسيدونسكي. في عام 1897، اخُتير من قِبل ماسيدونسكي لتحرير وترويج كتاب قصائده المكتوبة باللغة الفرنسية بعنوان «برونزس». في النهاية، قدم بوغدان بيتشتي الأموال اللازمة لنشر برونزس في باريس. خرج بملاحظة تمهيدية، قارن بوغدان بيتشتي فيها بمحاباة ماسيدونسكي مع منافسه اللدود ميهاي إمينسكو. بعبارات أكثر عمومية، أظهرت المقدمة بوغدان بيتشتي بصفته فرانكوفيلًا (عشق وحب وتقدير فرنسا) عنيدًا، والذي أبلغ بجزع أن رومانيا قد تتعرض للإغواء ثم تغرق بالثقافة الألمانية. باعتباره تلميذًا لماسيدونسكي، علق تي. فيانو أن بوغدان بيتشتي ربما لم يكن مناسبًا لمهمة كتابة مقدمة لكتاب برونزس، وأن الكتاب فشل في إثارة إعجاب الجمهور الفرنسي على الرغم من التوقعات. لاحظ فيانو النقص الكامل تقريبًا في المراجعات الصحفية، مع وجود استثناء ملحوظ لمقالة في جريدة ميركيور دي فرانس في مايو عام 1898، التي كتبها الأناركي الرمزي بيير كويلار.

### زيارة بيلادان
باعتباره رئيسًا لدائرة إليانا، نظم بوغدان بيتشتي زيارة جوزيفين بيلادان إلى بوخارست في عام 1898. كان حدثًا معلنًا جدًا جذب انتباه المجتمع الراقي وحظي بتغطية واسعة في الصحافة؛ رافق بوغدان بيتشتي بيلادان في زيارات إلى معالم بوخارست المختلفة، من ضمنها الأثينيوم ومجلس النواب وكنائس العاصمة الأرثوذكسية وكنيسة دومنيا بولا، وكذلك كاتدرائية القديس جوزيف الرومانية الكاثوليكية. من بين السياسيين الذين حضروا الاحتفالات كان نيكولاي فيليبيسكو وقسطنطين ديسيسكو وتيك إيونيسكو وإيوان لاهوفاري وقسطنطين سي. أريون. وكان من بين الحضور مثقفون بارزون أمثال باربو ديلافرانسيا ورادولسيكو مورتو، من ضمن آخرون.

### ثورة سلاتينا ومستعمرة فالاشي
بعد عودته إلى رومانيا، كان ألكساندرو بوغدان بيتشتي ما زال معروفًا بسبب أنشطته السياسية، على الرغم أن هذه الأنشطة كانت أقل أهمية خلال سنوات إليانا. وفقًا لبعض التقارير، أمضى بعضًا من وقت فراغه في التجول في الريف، وحشد القرويين، وتحريضهم على التمرد، ورسم خريطة إصلاح جذري للأراضي. خلال الانتخابات العامة عام 1899، ترشح لمنصب نائب في كل من أولت وإلفوف، دون أن يُكتب له النجاح. كان هناك التباس بشأن الانتماء السياسي لبوغدان بيتشتي. كان يُعرف باسم «مرشح القرويين»، لكن كلا جانبي نظام حكم الحزبين الروماني، وهما الحزب الليبرالي الوطني وجماعة المحافظين، اتهم الآخر بدعم محاولته سرًا.

### كانتاكوزينو المحافظ وسيارا
نحو عام 1912، كان التأثير السياسي لألكساندرو بوغدان بيتشتي في ازدياد. بدأ في التعاون مع فصيل داخلي في حزب المحافظين، الذي كان يترأسه غريغور غيورغي كانتاكوزينو، عمدة بوخارست. بعد ذلك، أصبح بوغدان بيتشتي ناشر صحيفة سيارا، لكن يقال إنها كانت الواجهة لكانتاكوزينو، الذي استخدمه لاختبار تأثير جدول أعماله على الجمهور الروماني. ركزت حملة سيارا السلبية الرئيسية في ذلك الوقت على تيك إيونيسكو وحزب الديمقراطيين المحافظين الخاص به، الذين اختيروا في الحكومة من قِبل المحافظين الآخرين رغم استياء كانتاكوزينو. نشرت الصحيفة الكثير من الإشاعات والسخريات التي كان إيونيسكو وألكسندرو بارادورا ونيكولاي تيتوليسكو هدفًا لها.

### زمن الحرب والعار والموت
أثارت سنوات الحياد الجدل أيضًا حول القضايا اليومية لألكساندرو بوغدان بيتشتي. اندلعت فضيحة في عام 1913، بعد أن أحضر المصرفي أريستيد بلانك بوغدان بيتشتي إلى المحكمة بتهمة الابتزاز. استأجر المدعي خدمات المحامي تيك إيونيسكو، وحكم على المدعى عليه، الذي تمثله فيلفا، في نهاية المطاف بالسجن. طوال الفضيحة، نشرت سيارا مقالات كتبها أرغيزي، الذي يؤمن ببراءة بوغدان بيتشتي. في عام 1916، قبل دخول رومانيا الحرب إلى جانب الحلفاء، تورط ألكسندرو بوغدان بيتشتي مرة أخرى في نزاع قانوني مع الفرانكوفيين تيك إيونيسكو وباربو ستيفنيسكو ديلافرانسيا، وكان كونستانتين ديسيسكو محاميًا له آنذاك.